# Vrengen
Vrengen eller Vrengensundet er et kroget sund mellem øerne (og kommunerne) Nøtterøy (i nord) og Tjøme (i syd) i Vestfold og Telemark fylke i Norge. 
På nøtterøysiden ligger stederne Kjøpmannskjær og Strengsdal, på Tjøme stederne Sundene og Mågerø. Der ligger desuden en række sommerhuse og hytter på begge sider af Vrengensundet. I strandstedet Kjøpmannskjær er der bådehavn, benzinstation og dagligvarehandel med maritim tilknytning. Der er også en kemisk fabrik, Kjemi-Service ejet af Unitor Chemicals, som producerer kemiske produkter for maritim brug. På Tjøme-siden er der flere bådehavne langs Vrengensundet. 
I 1932 blev der åbnet en bro, Vrengen bro, over sundet mellem Nøtterøy og Tjøme. Den blev erstattet af en ny bro, med en total længde på 454 meter, i 1981. Før 1932 gik der en lille træfærge fra Ferjeodden på Tjøme-siden over til Nøtterøy. Ferjeodden er i dag base for Tjøme og Hvasser Røde Kors Hjelpekorps og har Tjømes eneste dybvandskaj. Indtil slutningen af 1800-tallet var færgestedet længere mod øst i Vrengensundet. 
I de senere år har Statens forureningstilsyn fundet høje forekomster af det kræftfremkaldende kemikalie diuron i Vrengensundet. Det er usikkert hvor giften i sundet stammer fra, men diuron bruges i bundmaling til både for at hindre begroning. 
Navnet «Vrengen» kommer af «vrang», det vil sige kroget, og vanskelig at sejle gennem med større sejlskibe.  
Øen Leistein markerer hvor sejlrenden går fra Oslofjorden mod Vrengensundet. 
I Vrengensundet, på Tjømesiden, ligger nogle holme med navn Grindholmene. Disse er reguleret til fritidsformål.